# Conistra
Conistra is een geslacht van nachtvlinders uit de familie Noctuidae.

## Soorten
- C. acutula Staudinger, 1891
- C. albipuncta Leech, 1889
- C. alicia Lajonquiere, 1939
- C. anonyma Hreblay & Ronkay, 1998
- C. ardescens Butler, 1879
- C. ardescentina Hreblay & Ronkay, 1998
- C. asiatica Pinker, 1980
- C. aulombardi Hreblay, 1992
- C. camastra de Laever, 1979
- C. carnea Hampson, 1907
- C. castaneofasciata Motschulsky, 1860
- C. chaijami Hacker & Weigert, 1986
- C. daubei (Duponchel, 1838)
- C. dora Hreblay, 1992
- C. eriophora Püngeler, 1901
- C. erythrocephala

Roodkopwinteruil Denis & Schiffermüller, 1775
- C. filipjevi Kononenko, 1978
- C. fletcheri Sugi, 1958
- C. fragariae Esper, 1789
- C. gabori Hreblay, 1992
- C. gallica (Lederer, 1857)
- C. grisescens Draudt, 1950
- C. haleae Fibiger & Top-Jensen, 2010
- C. iana Zilli &Grassi, 2006
- C. intricata (Boisduval, 1829)
- C. kasyi Boursin, 1963
- C. ligula

Donkere winteruil Esper, 1791
- C. metallica Hreblay & Ronkay, 1998
- C. metria Boursin, 1940
- C. nawae Matsumura, 1926
- C. pallidistigma Warren, 1911
- C. plantei Rungs, 1972
- C. politina Staudinger, 1888
- C. ragusae (Failla-Tedaldi, 1890)
- C. rubiginea

Gevlekte winteruil (Denis & Schiffermüller, 1775)
- C. rubiginosa

Zwartvlekwinteruil Scopoli, 1763
- C. rubricans Fibiger, 1987
- C. sakabei Sugi, 1980
- C. staudingeri (Graslin, 1863)
- C. takasago Kishida & Yoshimoto, 1979
- C. torrida (Lederer, 1857)
- C. unimacula Warren, 1911
- C. vaccinii Linnaeus, 1761 - bosbesuil
- C. veronicae (Hübner, 1813)

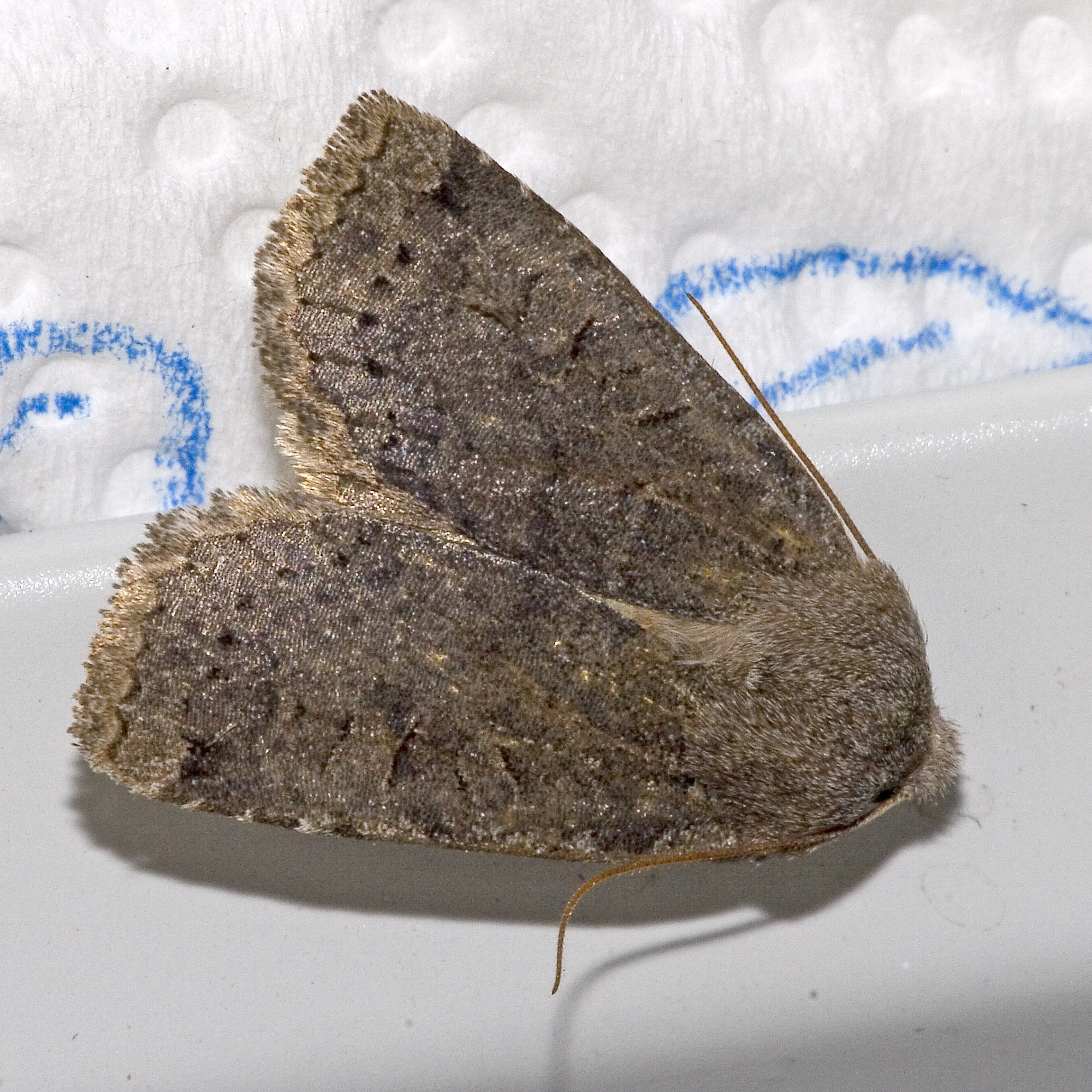
Conistra ligula Donkere winteruil
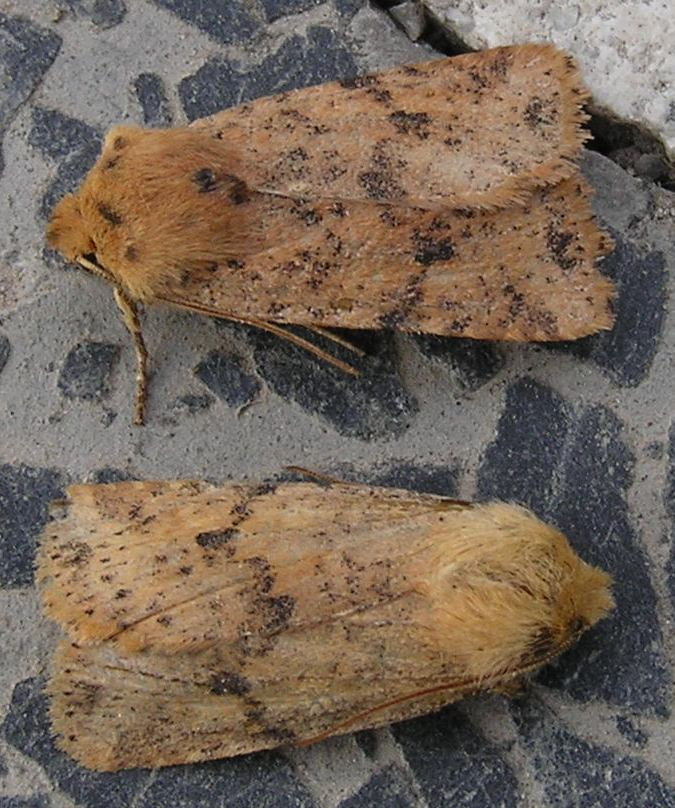
Conistra rubiginea Gevlekte winteruil
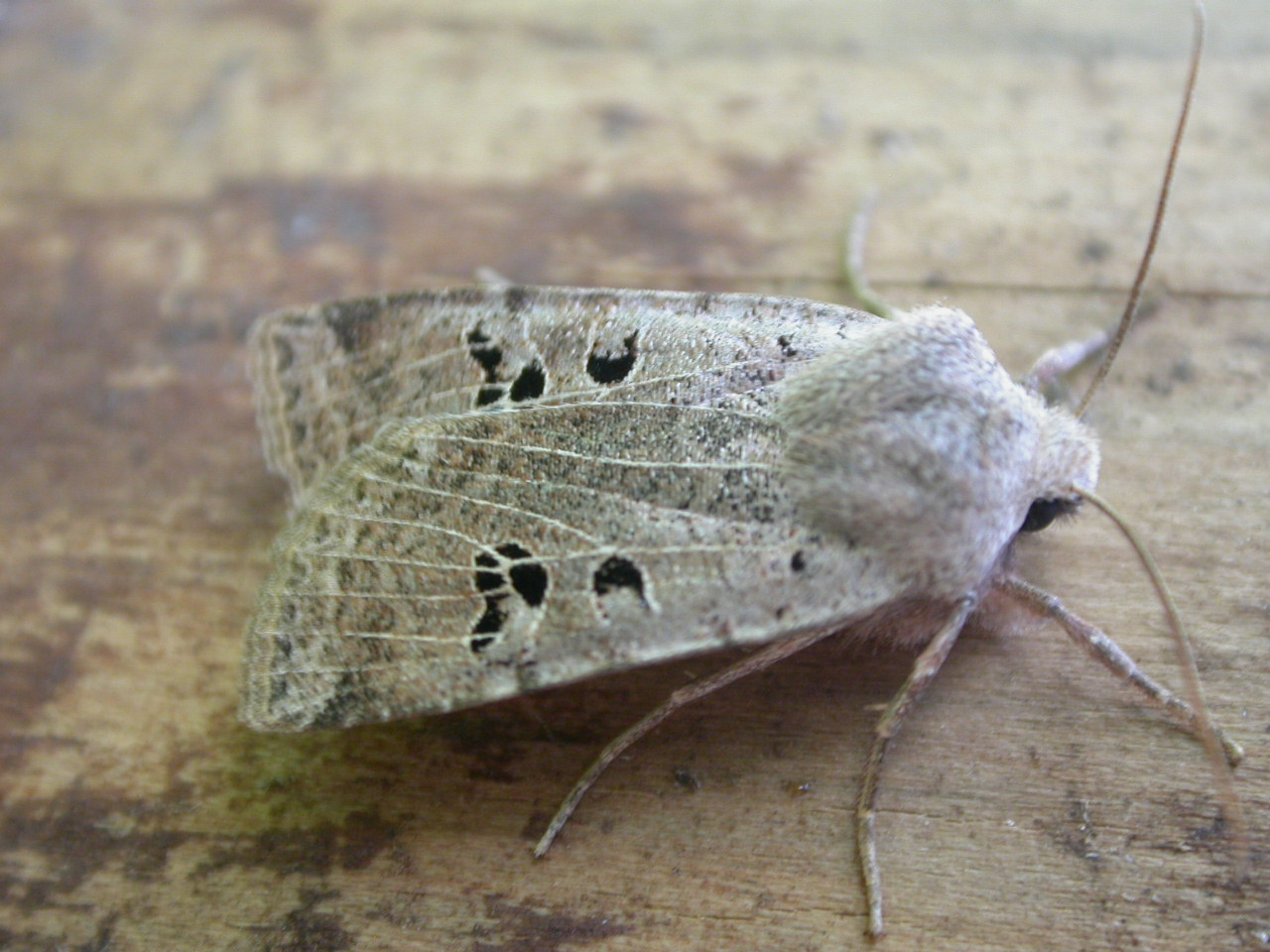
Conistra rubiginosa Zwartvlekwinteruil
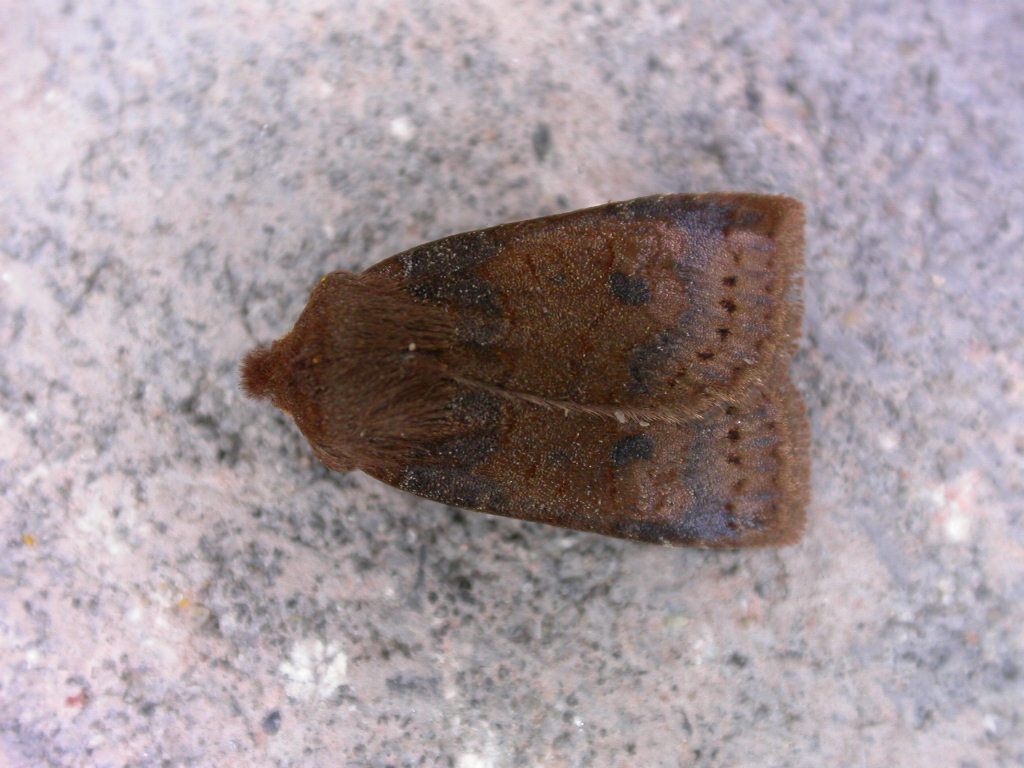
Conistra vaccinii Bosbesuil